# Ferdinand von Hochstetter
Christian Gottlob Ferdinand Ritter von Hochstetter, född 30 april 1829 i Esslingen am Neckar, död 18 juli 1884 i Wien, var en tysk geolog och naturforskare, verksam i Österrike.

## Biografi
Hochstetter disputerade för doktorsgraden 1852 och ledde 1853–1854 den geologiska undersökningen av Böhmerwald samt 1855–1856 av Erzgebirge och närliggande berg i Böhmen, varefter han 1856 blev docent vid universitetet i Wien.
År 1857 inskeppade han sig för att delta i fregatten Novaras världsomsegling, men skilde sig från expeditionen på Nya Zeeland, där han undersökte kollagren, kopparfyndigheterna, guldfälten, vulkanerna och de varma källorna.
År 1860 övertog han professuren i mineralogi och geologi vid polytekniska institutet i Wien, 1874 utnämndes han till hovråd, 1876 till intendent för Naturhistoriska hovmuseet, övertog 1877 skötseln av hovmineraliekabinettet och den antropologisk-etnografiska hovsamlingen. Åren 1866–1882 var han president för Geografiska sällskapet i Wien. År 1881 drog han sig tillbaka från sina ämbeten.
Auktorsnamnet C.G.F.Hochst. kan användas för Ferdinand von Hochstetter i samband med ett vetenskapligt namn inom botaniken; se Wikipediaartiklar som länkar till auktorsnamnet.